# Sierakówko (województwo zachodniopomorskie)
Sierakówko (niem.: Zirchow B, Kreis Schlawe in Pommern) – osada w Polsce położona w województwie zachodniopomorskim, w powiecie koszalińskim, w gminie Sianów.
Według danych z 30 czerwca 2003 r. osada miała 2 mieszkańców.
W latach 1975–1998 miejscowość administracyjnie należała do województwa koszalińskiego.